# Julskinka

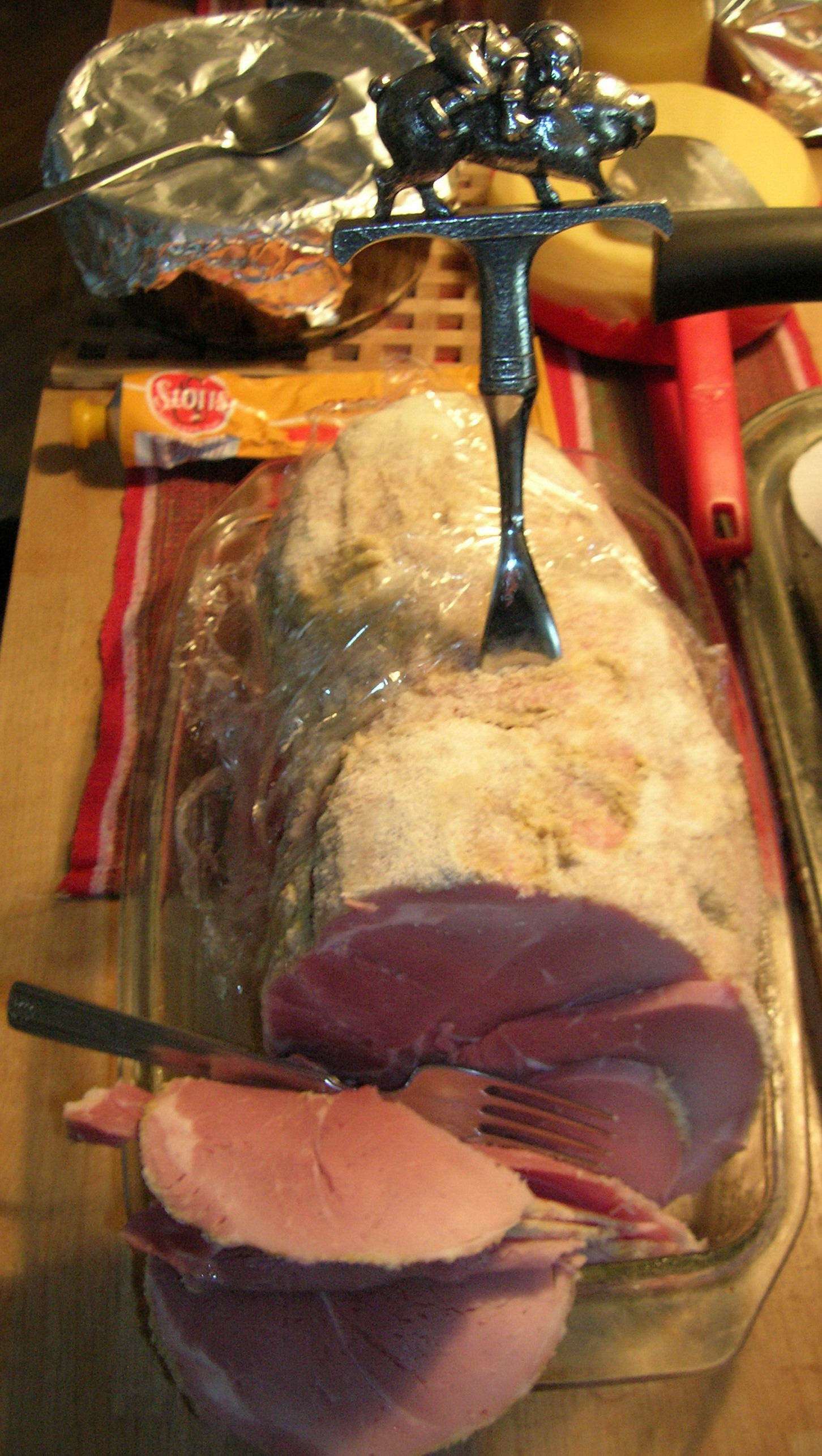
Julskinka som den serveras i Sverige.

Julskinka kallas den skinka från gris som traditionellt serveras under julhelgen. Traditionen förekommer i en mängd länder, främst i norra Europa och i anglosfären, och hur skinkan är tillagad beror på var i världen den serveras.

## Historia
Varifrån traditionen stammar är omdiskuterat men har ofta kopplats till de blotriter där man offrade vildsvin till vanerguden Frej, som starkt förknippades med djuret. Traditionen kan sedan i Skandinavien och England ha överförts via helgonet Stefanos som firas den 26 december. Hur det ligger till med dessa kopplingar är högst oklara och under medeltiden var exempelvis julafton en del av adventsfastan, och då åts inga kötträtter alls. Länge var det främst hos överklassen som man kunde äta skinka på det här viset och den stektes då på spett.

## Julskinka i olika länder

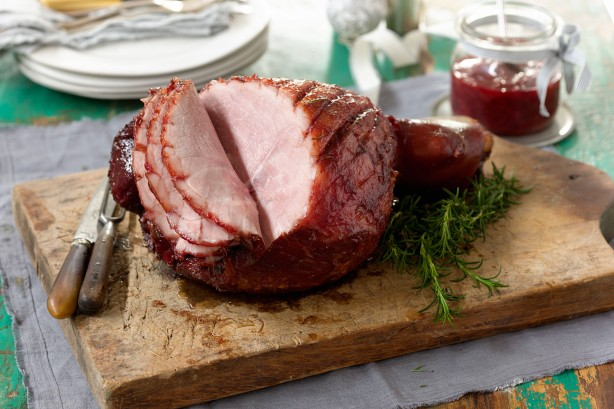
Julskinka som den serveras i Australien.

I Estland serveras julskinkan ofta med rutad och knaperstekt svål tillsammans med surkål och ugnsstekt potatis. I Finland äts den med tillbehör som jullimpa, hemost, svampsallad eller rosoll. På Island är det vanligt att servera ren, rökt lamm eller julskinka till jul. I Polen äter man skinka och olika korvar först på juldagen. Traditionen att servera skinka till jul förekommer bland annat även i USA, Kanada, Australien.

## I Sverige

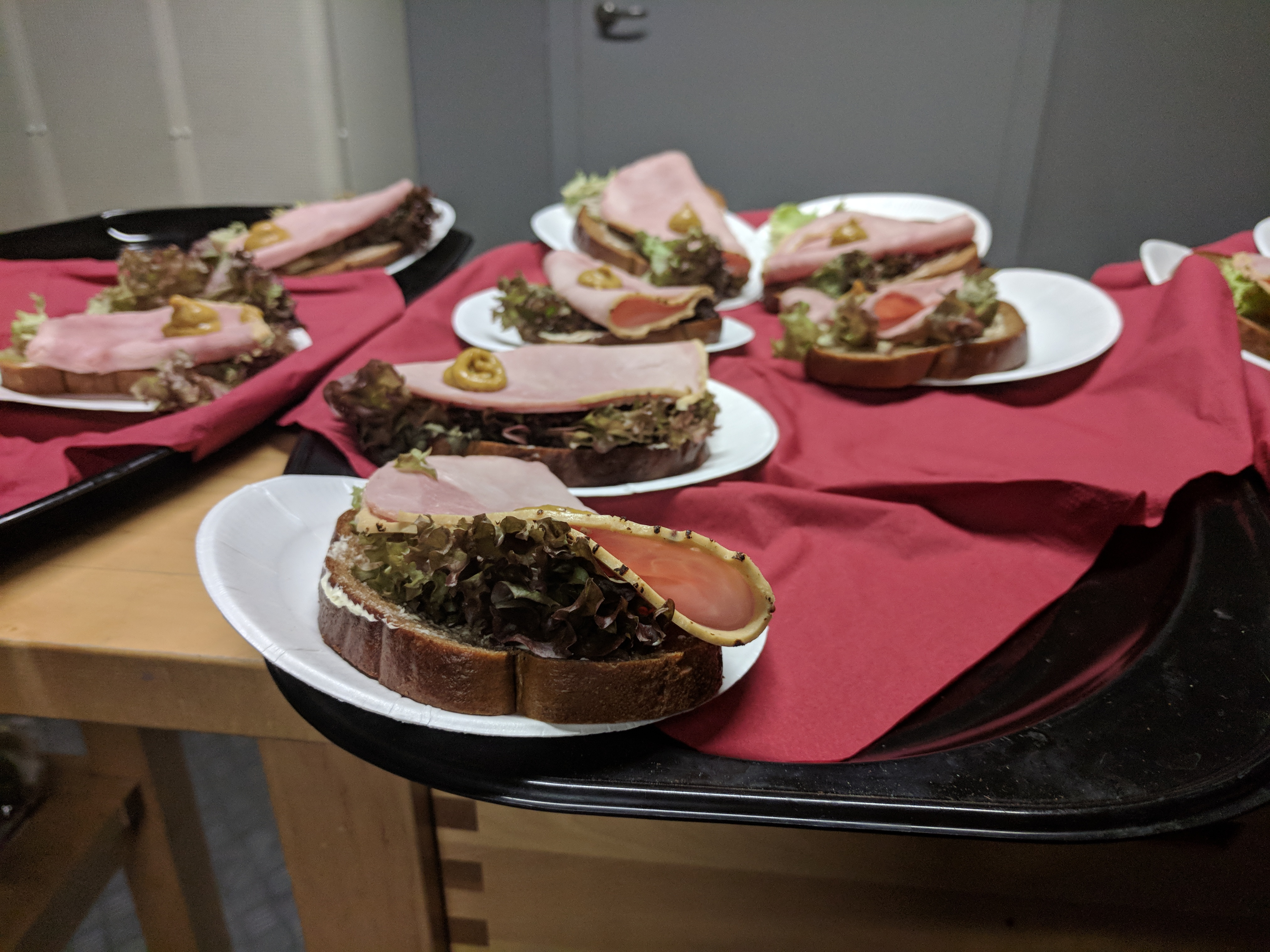
Smörgåsar med bland annat skivad julskinka som pålägg.

Julskinkan i Sverige är en rimmad skinka som först ugnsbakats eller kokats (spadet brukar sparas till dopp i grytan) och sedan griljerats med senap. Julskinka anses av många i Sverige som obligatoriskt vid jul och dukas fram från julafton och under de övriga juldagarna. Den brukar serveras tillsammans med senap, eller med äppelmos. Rester av julskinka kan användas i annan matlagning, även efter frysning.

### Innehåll
När fettet skärs bort på julskinkan innehåller den omkring tre procent fett och salthalten på färdigkokt skinka är också omkring tre procent. Julskinkor i Sverige innehåller, likt andra charkprodukter, vanligtvis nitrit. Det förhindrar tillväxt av bakterier och ökar hållbarheten. Kravmärkt julskinka får däremot inte innehålla nitrit. Den är därför gråare i färgen och har kortare hållbarhet.

### Historia
Det svenska begreppet "julskinkan" omtalas första gången hos Olof Rudbeck i hans Atlantica (1677–1702) och förekom främst hos överklassen där den stektes på spett. Under 1700-talet blev skinkan vanlig på vissa herrgårdar, men inte hos allmänheten. Den griljerade skinkan blev populär under 1800-talet men blev inte  vanlig förrän under 1900-talet.
Länge sparades den fina skinkan till senare tillfällen och istället placerades ett pyntat grishuvud, en så kallad julhös på julbordet. Detta huvud fungerade under julen som skådemat och åts upp först efter julen. 
Under senare år har färdigkokt och färdiggriljerad skinka blivit allt vanligare i livsmedelsaffärerna. Även skinkspad kan köpas färdigt av den som vill ha dopp i grytan men vill slippa jobbet med att koka skinkan.